# HD 67977
HD 67977，又名CD-35 4256，SAO 198859、HR 3199，是一颗恒星，视星等为6.2，位于銀經252.72，銀緯-1.34，其B1900.0坐标为赤經8h 5m 23.2s，赤緯-35° -1.34′ 42″。